# Clear Lake Shores
Clear Lake Shores è un centro abitato degli Stati Uniti d'America situato nella contea di Galveston dello Stato del Texas.
La popolazione era di 1.063 persone al censimento del 2010. Fa parte dell'area metropolitana di Houston–The Woodlands–Sugar Land.

## Geografia fisica
Clear Lake Shores è situata nella regione di Clear Lake.
Secondo lo United States Census Bureau, ha un'area totale di 0,6 miglia quadrate (1,6 km²), di cui 0,5 miglia quadrate (1,3 km²) di terreno e 0,2 miglia quadrate (0,52 km²), o 27,69%, d'acqua.
Tutti gli indirizzi Clear Lake Shores condividono il codice postale 77565 con la città di Kemah.

## Società

### Evoluzione demografica
Secondo il censimento del 2000, c'erano 1.205 persone, 590 nuclei familiari e 338 famiglie residenti nella città. La densità di popolazione era di 2.581,9 persone per miglio quadrato (989,9/km²). C'erano 661 unità abitative a una densità media di 1.416,3 per miglio quadrato (543,0/km²). La composizione etnica della città era formata da 1143 (94.85%) Bianchi, 4 (0.33%) afro-americani, 4 (0.33%) nativi americani, 9 (0.75%) asiatici, 12 (1.00%) di altre razze, e 33 (2.74%) di due o più etnie. Ispanici o latinos di qualunque razza erano 40 (3.32%).
C'erano 590 nuclei familiari di cui il 20,5% aveva figli di età inferiore ai 18 anni, il 45,8% erano coppie sposate conviventi, il 7,1% aveva un capofamiglia femmina senza marito, e il 42,7% erano non-famiglie. Il 35,4% di tutti i nuclei familiari erano individuali e il 6,3% aveva componenti con un'età di 65 anni o più che vivevano da soli. Il numero di componenti medio di un nucleo familiare era di 2,04 e quello di una famiglia era di 2,60.
La popolazione era composta dal 16,7% di persone sotto i 18 anni, il 5,1% di persone dai 18 ai 24 anni, il 29,5% di persone dai 25 ai 44 anni, il 40,0% di persone dai 45 ai 64 anni, e l'8,8% di persone di 65 anni o più. L'età media era di 44 anni. Per ogni 100 femmine c'erano 103,9 maschi. Per ogni 100 femmine dai 18 anni in giù, c'erano 108,3 maschi.
Il reddito medio di un nucleo familiare era di 67.500 dollari, e quello di una famiglia era di 86.450 dollari. I maschi avevano un reddito medio di 65.375 dollari contro i 41.563 dollari delle femmine. Il reddito pro capite era di 41.347 dollari. Circa il 3,0% delle famiglie e il 4,2% della popolazione erano sotto la soglia di povertà, incluso lo 0,5% di persone sotto i 18 anni e il 7,5% di persone di 65 anni o più.